# Raïformes
|  | No s'ha de confondre amb Reïformes. |

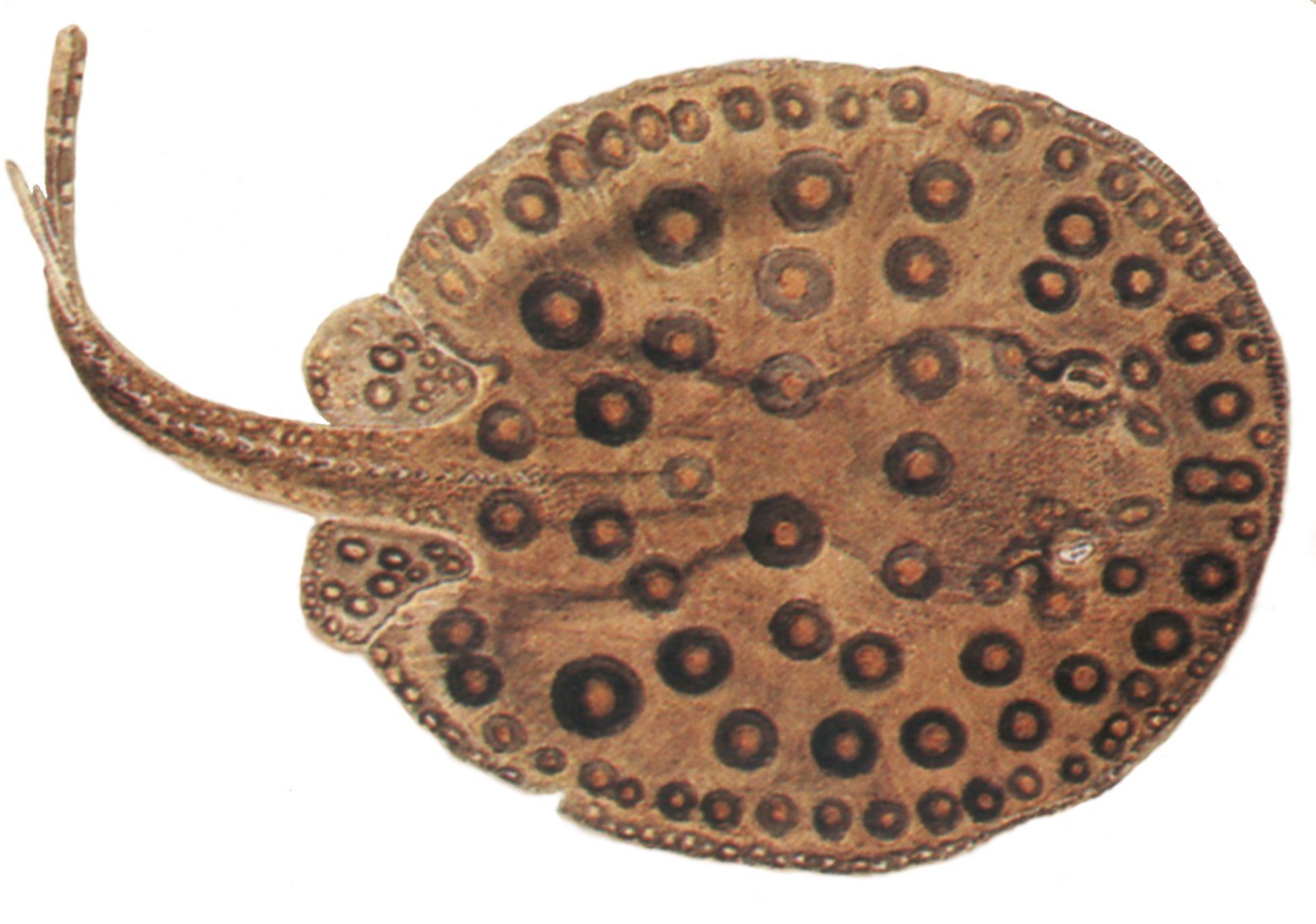
Paratrygon motoro

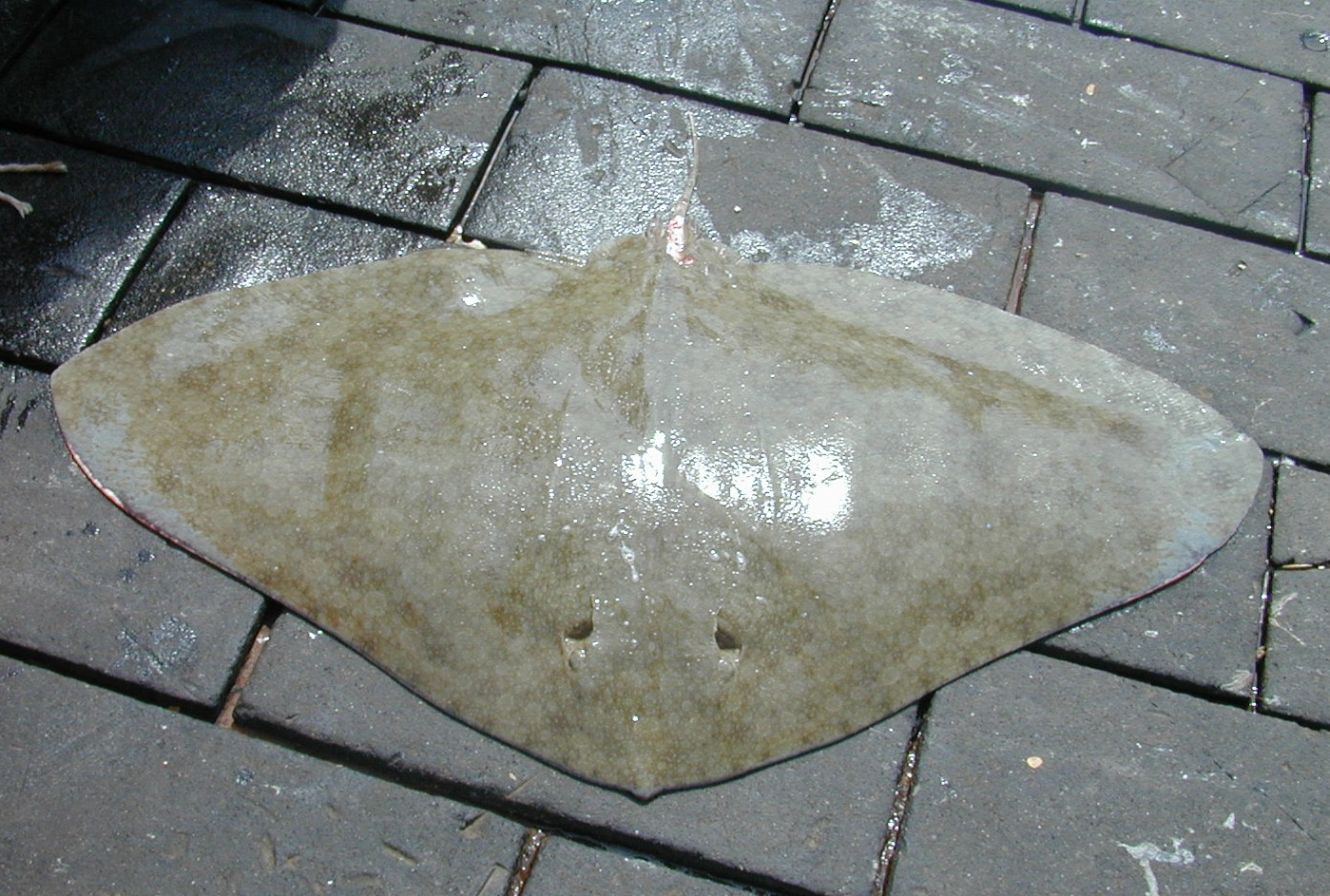
Gymnura altavela

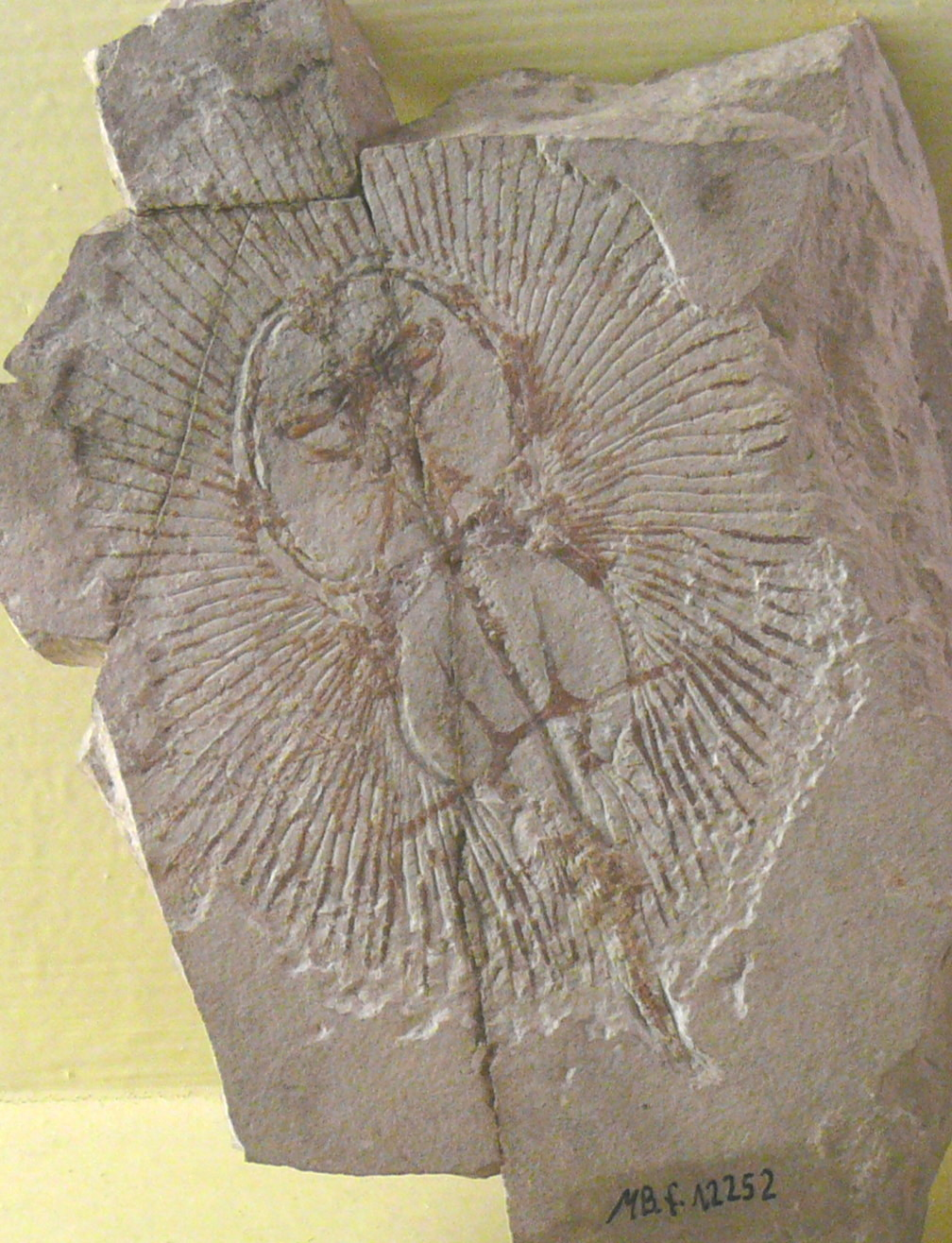
Fòssil de Cyclobatis major del Cretaci trobat al Líban.

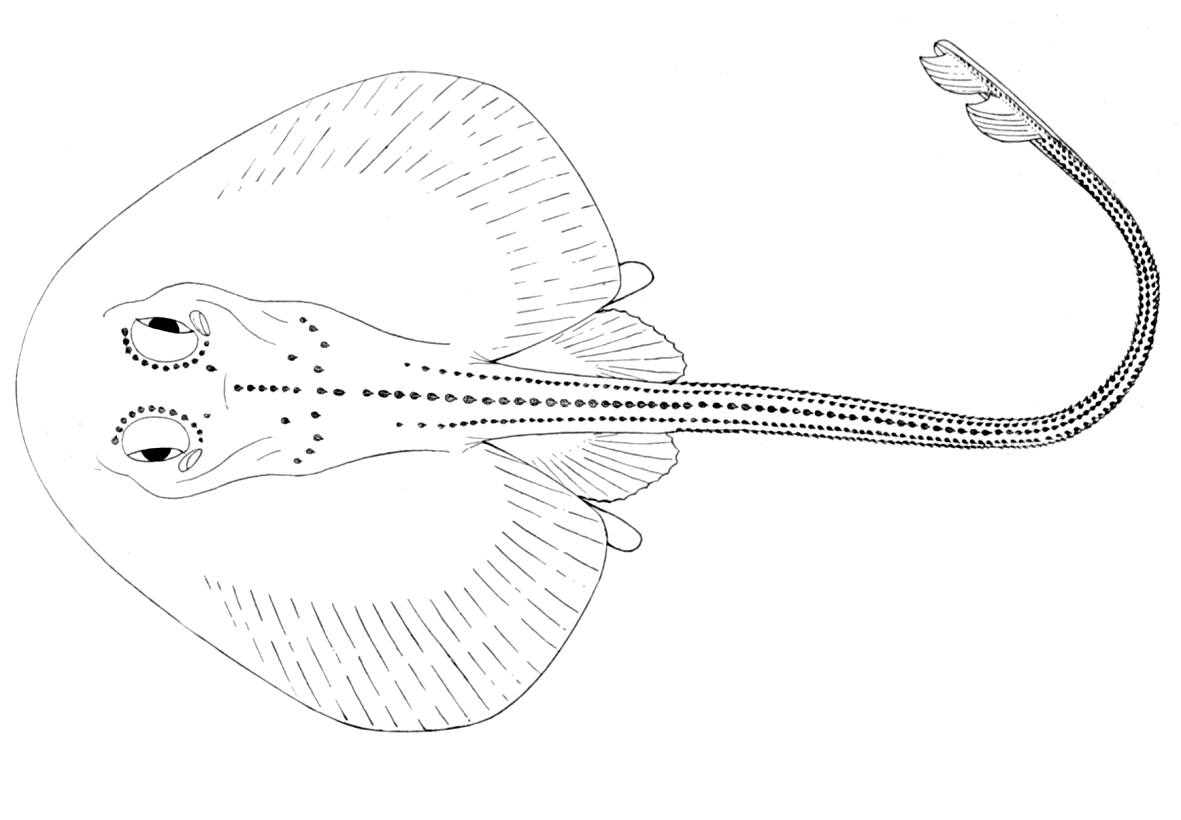
Fenestraja plutonia

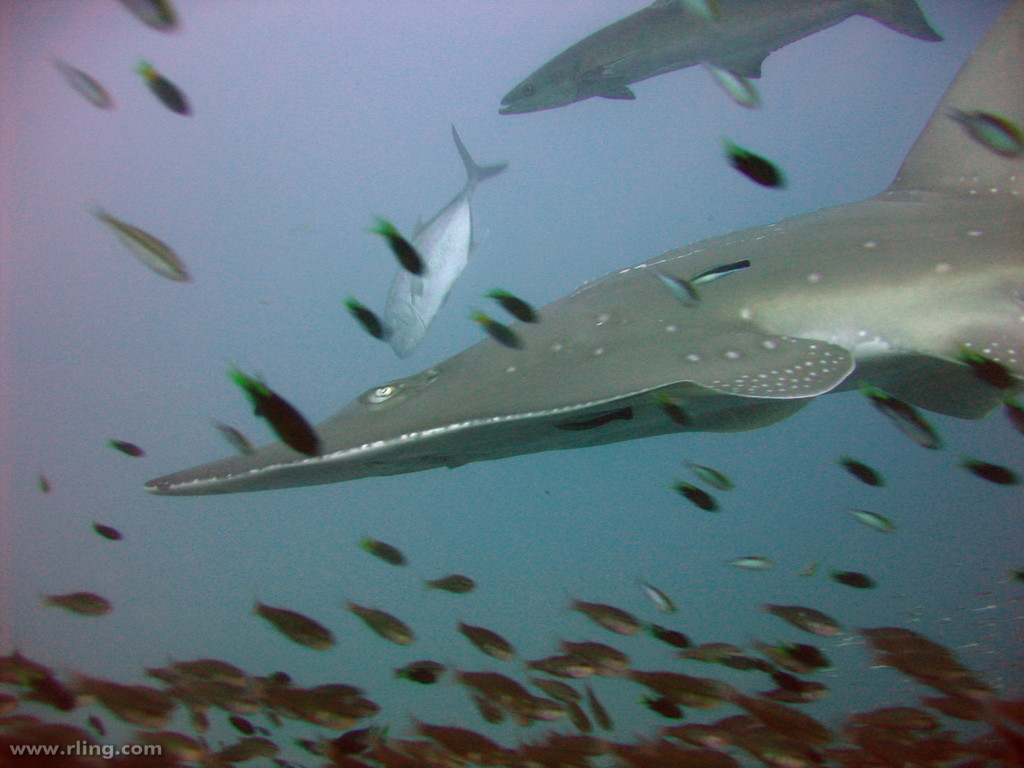
Rhynchobatus djiddensis

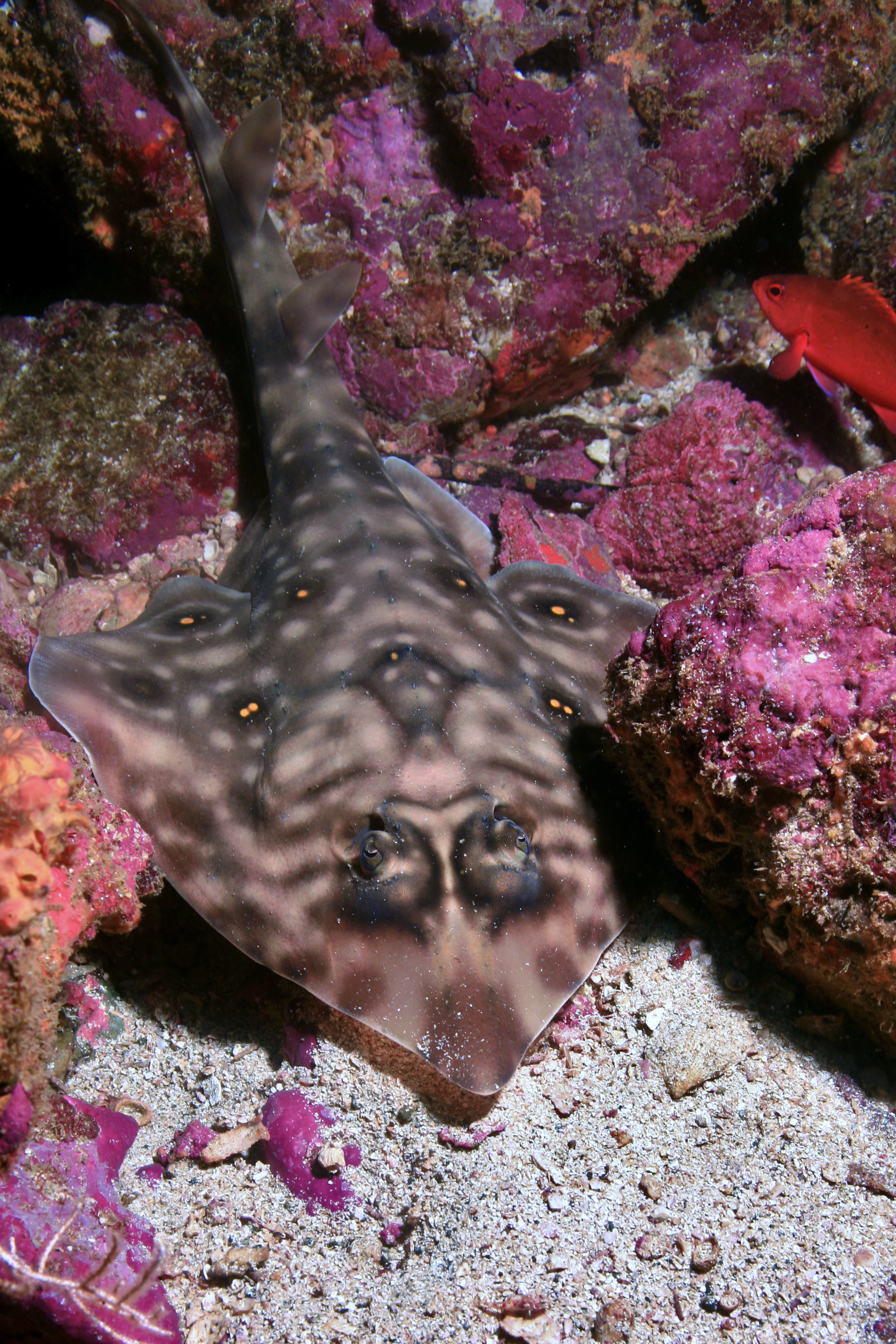
Zapteryx xyster fotografiat a Panamà.

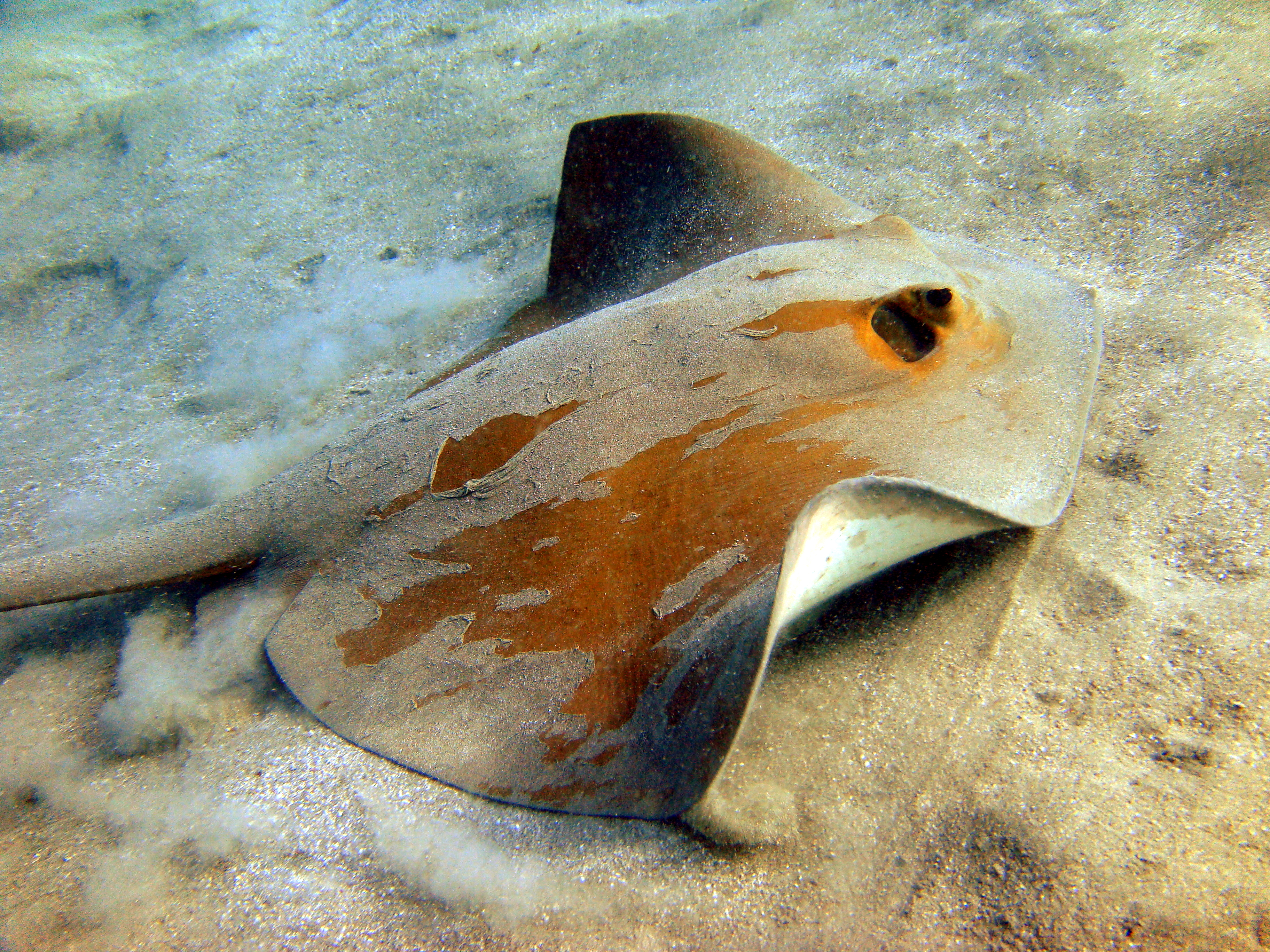
Pastinachus sephen

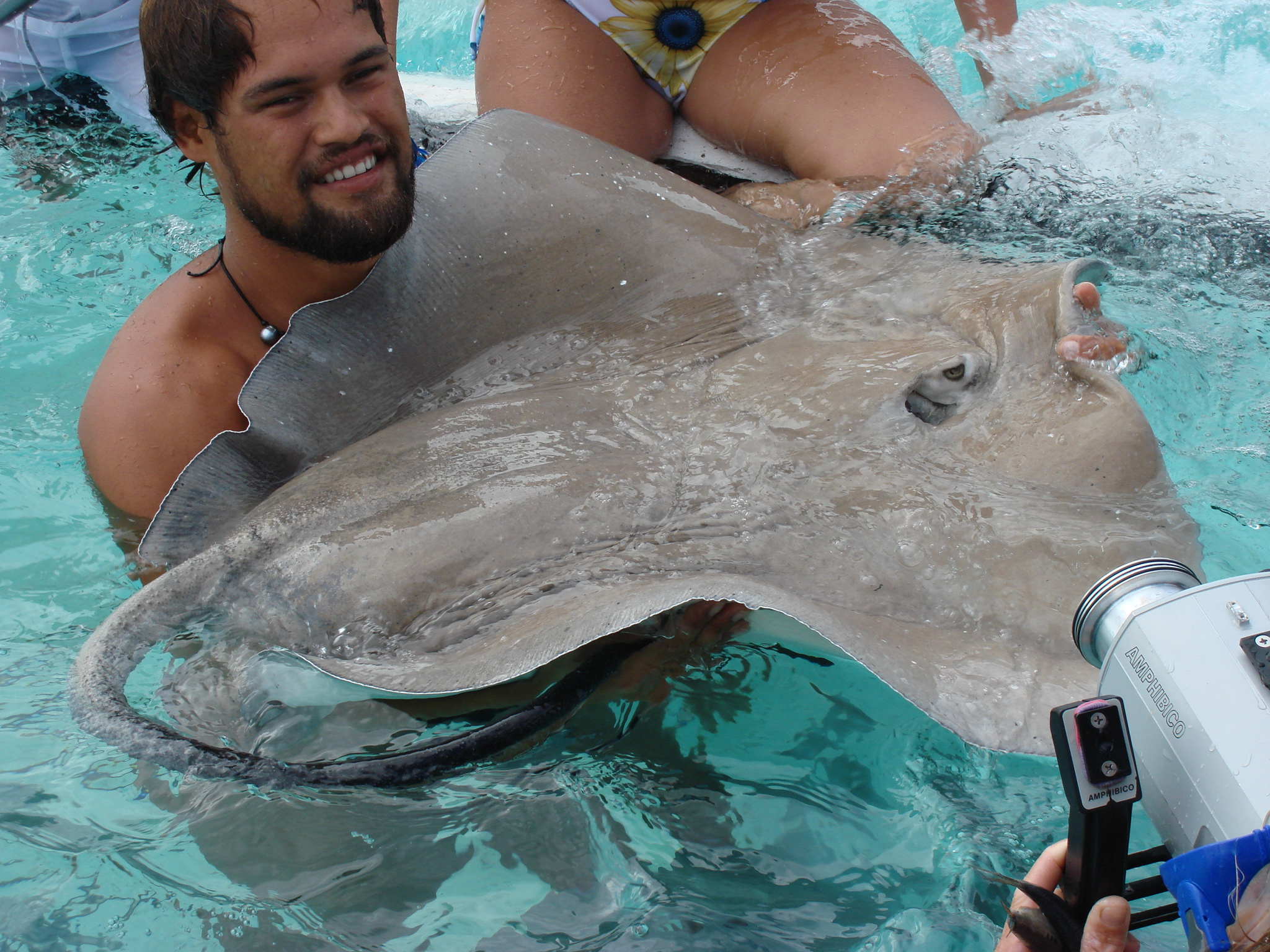
Himantura fai capturada a Bora Bora (Illes de la Societat).

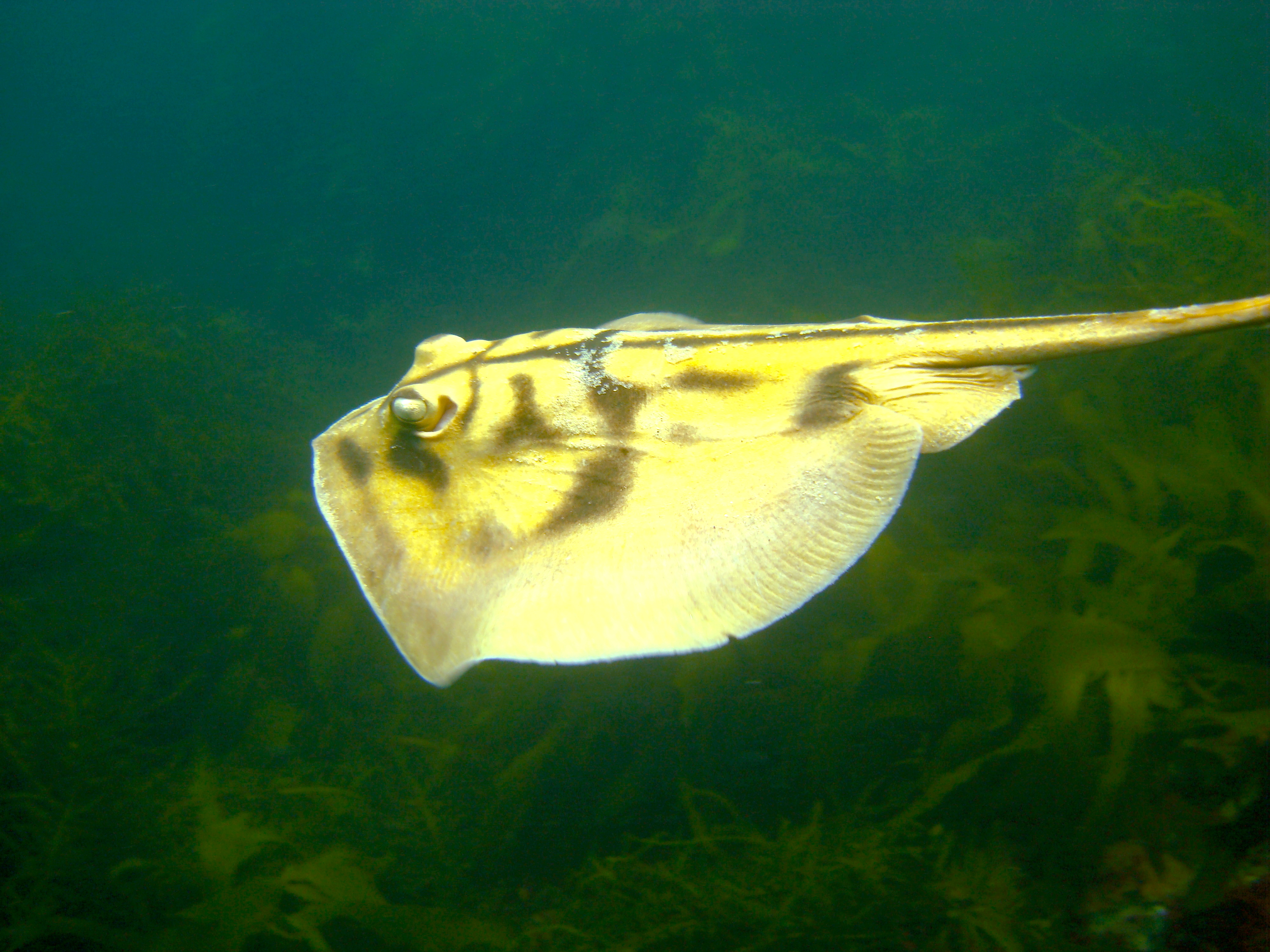
Urolophus cruciatus

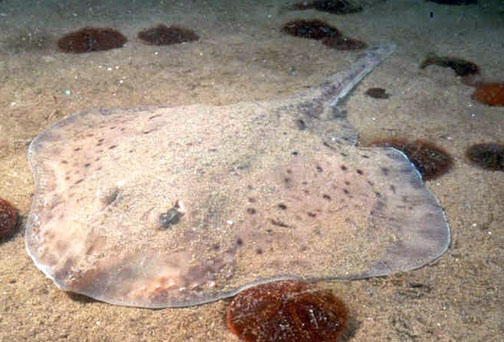
Leucoraja erinacea

Els raïformes (Rajiformes) són un ordre de peixos cartilaginosos del superordre dels Batoïdeus. Són peixos molt aplanats i molt propers als taurons. Talment com els taurons, els raïformes no tenen bufeta natatòria. Segons una anàlisi d'ARN, el tauró gat és el seu més pròxim parent genètic. Les rajades joves s'assemblen molt als taurons.

## Morfologia
- Es caracteritzen per tindre els forats nasals, la boca i els cinc parells d'obertures branquials tots situats en posició ventral.
- A les famílies més típiques el cos està fortament aplanat en sentit dorsiventral, i dividit en dues parts ben diferenciades: el disc -de contorn arrodonit, el·lipsoïdal o romboïdal- format per les aletes pectorals, molt eixamplades i soldades lateralment a tota la llargada del conjunt del cap i el tronc, i la cua, molt més estreta, formada per la resta del cos.
- La cua, quan està fortament diferenciada, no té cap paper en la locomoció: aquesta és efectuada per moviments ondulatoris de les aletes pectorals que donen per resultat una mena de vol semblant al de les aus, però fet a un ritme lent i molt elegant.
- Aleta anal absent.
- Els ulls i els espiracles es troben en la superfície dorsal.
- Absència de la membrana nictitant.
- El musell pot funcionar com un òrgan electroreceptiu.[1][3]

## Reproducció
La majoria de les espècies són vivípares, encara que n'hi ha algunes que ponen llurs ous embolcats dins una càpsula còrnia.

## Alimentació
Són generalment carnívors, tot i que n'hi ha espècies que filtren l'aigua per nodrir-se de plàncton.

## Hàbitat
N'hi ha espècies d'aigua dolça, d'aigua salobre i marines.

## Sistemàtica

### Llista defamílies

#### SegonsITIS
- Família Anacanthobatidae (von Bonde i Swart, 1924)
- Família Arhynchobatidae (Fowler, 1934) (no reconegut per FishBase qui classifica totes aquestes espècies en la família dels Rajidae)
- Família Rajidae (Blainville, 1816)

#### SegonsFishBase
- Família Anacanthobatidae (von Bonde i Swart, 1924)
- Família Dasyatidae (Jordan, 1888) (emplaçat a sota de Myliobatiformes per ITIS)
- Família Gymnuridae (Fowler, 1934) (emplaçat a sota de Myliobatiformes per ITIS)
- Família Hexatrygonidae (Heemstra i Smith, 1980) (emplaçat a sota de Myliobatiformes per ITIS)
- Família Myliobatidae (Bonaparte, 1838) (emplaçat a sota de Myliobatiformes per ITIS)
- Família Plesiobatidae (Nishida, 1990) (emplaçat a sota de Myliobatiformes per ITIS)
- Família Potamotrygonidae (Garman, 1877) (emplaçat a sota de Myliobatiformes per ITIS)
- Família Rajidae (Blainville, 1816)
- Família Rhinobatidae (Müller i Henle, 1837) (emplaçat a sota de Rhinobatiformes per ITIS)
- Família Urolophidae (Müller i Henle, 1841) (emplaçat a sota de Myliobatiformes per ITIS)